# Adam Kamiński (literat)
Adam Kamiński (ur. 1978 w Gdyni) – poeta, prozaik, dramaturg, krytyk literacki.
Jest autorem wielu opowiadań publikowanych na łamach czasopismach literackich m.in. w „Twórczości”, „Pograniczach”, „Tytule”, „Rzeczpospolitej Kulturalnej”.

## Życiorys
Jako poeta zadebiutował w 2000 roku tomem wierszy Stąd, czyli z Raju. W 2006 wydał swój pierwszy zbiór opowiadań Sam. W 2008 roku wyszła druga książka prozatorska Kapłanka. Opowiadania z obu tomów tłumaczono na język angielski (transl. Antonia Lloyd-Jones). 15 czerwca 2007 Polskie Radio Program I wyemitowało jego debiutanckie słuchowisko Wybrany, zrealizowane w Teatrze Polskiego Radia. 4 listopada III Program Polskiego Radia wyemitował kolejne słuchowisko Przybysz, także zrealizowane przez Teatr Polskiego Radia. Dramat Śmierć matki przełożonej, zrealizowany w 2009 roku przez Radio Gdańsk, został finalistą X Festiwalu Dwa Teatry; inscenizacja angielska tej sztuki (transl. Sean Bye) w The Invisible Theatre Company w maju 2013 roku. Współtwórca i sekretarz redakcji kwartalnika artystycznego „Bliza”. Członek Laboratorium Niedogmatycznej Duchowości. W 1999 został zwycięzcą czwartego konkursu poetyckiego „O Złote Pióro Sopotu”.

## Twórczość
- 2000 – Stąd, czyli z Raju – tomik wierszy
- 2006 – Sam – zbiór opowiadań
- 2008 – Kapłanka – zbiór opowiadań